# ویکتور کورچنوی
ویکتور لفوفیچ کورچنوی (به روسی: Ви́ктор Льво́вич Корчно́й) (زاده ۱۹۳۱ در لنینگراد، شوروی-درگذشتهٔ ۶ ژوئن ۲۰۱۶) شطرنج‌باز اهل شوروی بودکه به مرد همیشه نایب قهرمان شناخته شده بود.
او در سال ۱۹۷۸ و ۱۹۸۲ میلادی بر سر مقام قهرمانی شطرنج با آناتولی کارپف مسابقه داد که در هر دو شکست خورد. او در سال ۱۹۷۴ هم با آناتولی کارپف بر سر تعیین حریف فیشر (قهرمان آن زمان شطرنج جهان) با او رویارویی انجام داد که باز هم شکست خورد.
کورچنوی در رویارویی‌های سال ۱۹۷۴ و ۱۹۷۸ مشکلات فراوانی برای کارپف آفرید و حتی می‌توانست او را شکست دهد. وی در سال‌های ۱۹۷۰، ۱۹۶۴، ۱۹۶۲، ۱۹۶۰ به قهرمانی شوروی دست یافت.
او از دهه ۵۰ تا سال ۱۹۷۵ برای تیم شطرنج شوروی بازی می‌کرد از آن سال به سویس پناهنده شد. او تا اواخر عمر فعال بود و پس از نیم قرن از شطرنج‌بازان توانا شمرده می‌شد.